# 토끼목
토끼목(兎끼目, Lagomorpha)은 포유류의 하위 목이며, 현재까지 우는토끼과와 토끼과의 2개 과가 현존해있다. 설치류(설치목)와 외견상으로 닮았다고 여겨지기 쉽고, 실제로 이 점 때문에 20세기 초반까지만해도 설치목과 함께 같은 상과로 분류되기도 했으나 그 이후로 독립된 목으로 분류되고 있으며, 설치류와는 아주 먼 친척에 불과하며 그저 외견상으로 닮아있을 뿐이라고 보는 것이 일반적이 되었다. 윗턱에 4개의 절치를 지니고 있어서 중치류(重齒類)라고도 부른다. 토끼목의 진화적 역사는 아직까지 뚜렷히 밝혀지지 않았다. 최근까지, 후기 팔레오세와 초기 에오세에 동아시아에서 살았던 Eurymylus가 토끼목의 조상이라는 것이 일반적으로 동의되었으나, 더 최근에 실시된 화석 증거들의 조사에서는 설치류의 직계 조상은 아니나 비교적 더 설치류에 더 가까운 Eurymylus가 아닌 Mimotonids로부터 유래된 것임을 추정했다. 토끼과는 후기 에오세에 출현하여 급속도로 북반구에 퍼져나갔으며, 시간이 흐름에 따라 뒷다리가 점점 더 길어졌으며 그로인해 혁신적인 뛰는 걸음걸이가 발달되었다. 우는토끼과는 토끼과에 비해 비교적 조금 늦은시기인 올리고세에 동아시아에서 출현하였다.

## 특징
토끼목은 다음과 같은 점에서 설치목과는 다르다.
- 윗턱에 4개의 절치를 지니고 있다. (설치류는 2개를 지니고 있다.)
- 초식성이 많다.(설치류의 많은 종들은 잡식성이다.)[4][5][6] 그러나, 일생동안 이빨이 자라며, 그로인해 이빨이 너무 자라는 것을 방지하기 위해서 끊임없이 무언가를 씹어야만 한다는 점에서 설치류와 공통점이 있다.